# Dolina Furkotna

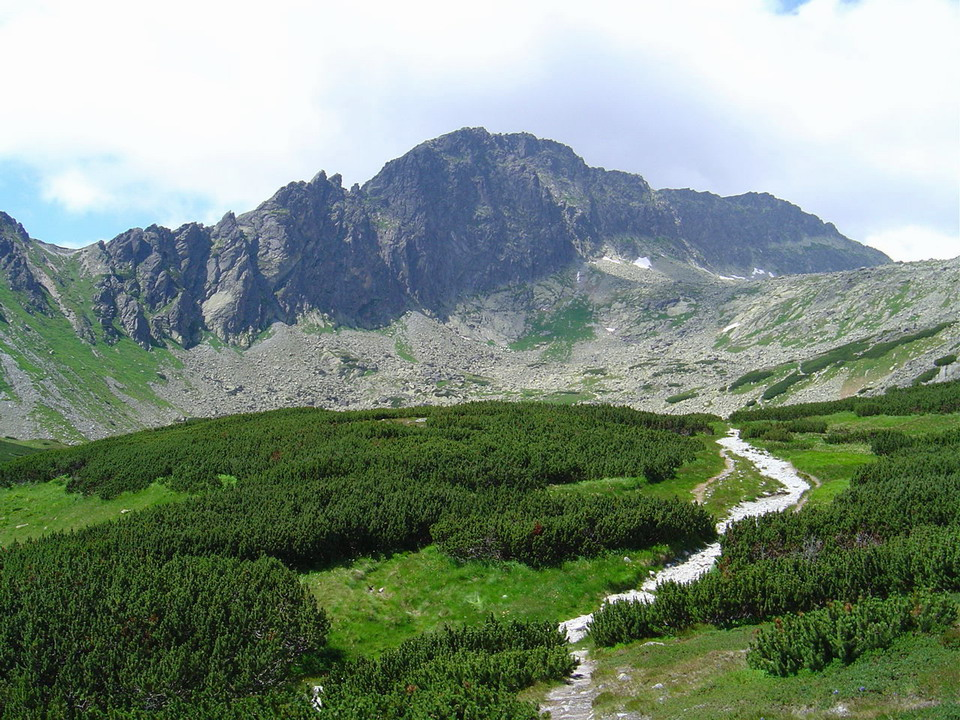
Dolina Furkotna

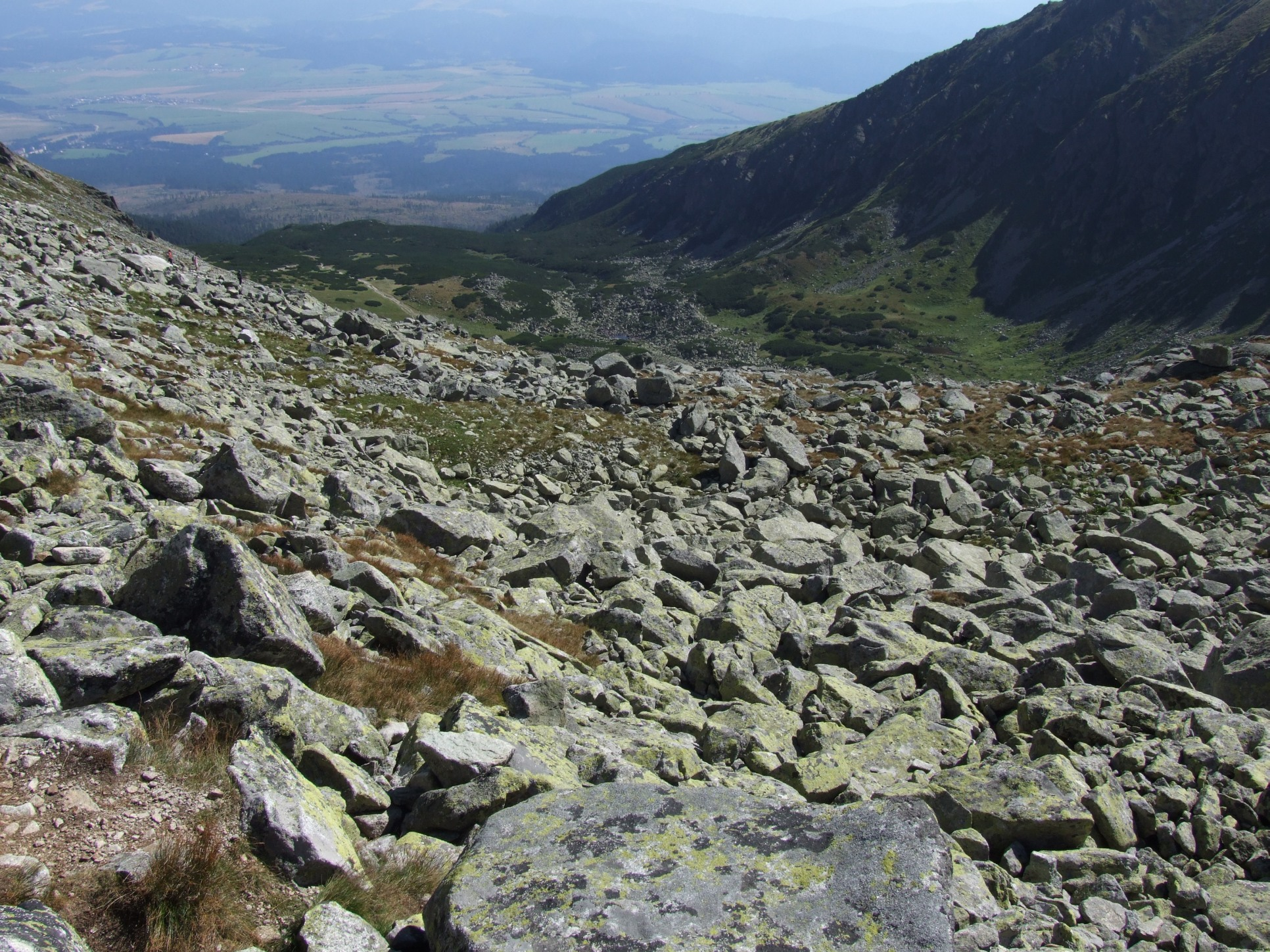
Środkowe piętro doliny

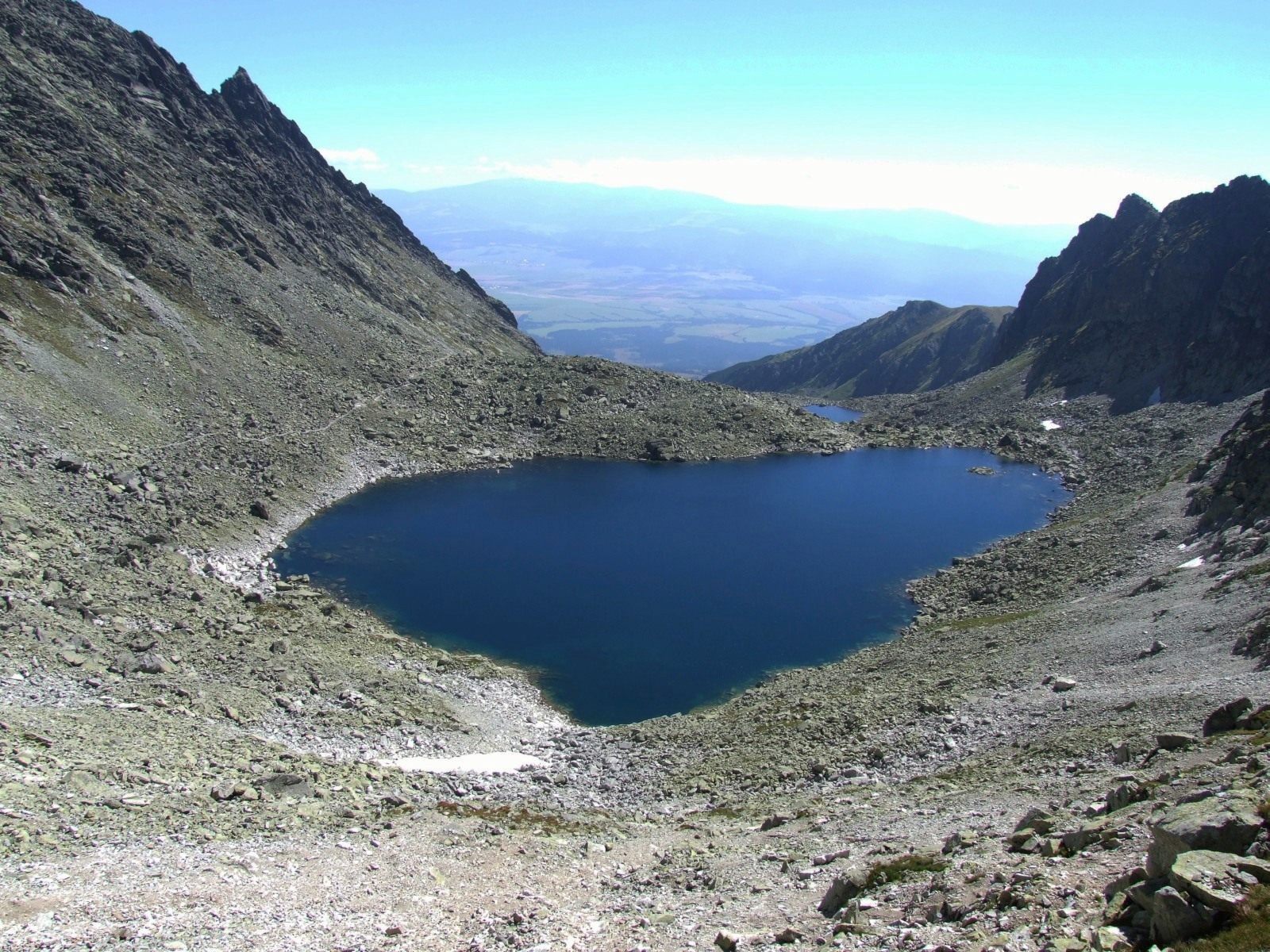
Górne piętro doliny z Wyżnim Wielkim Furkotnym Stawem

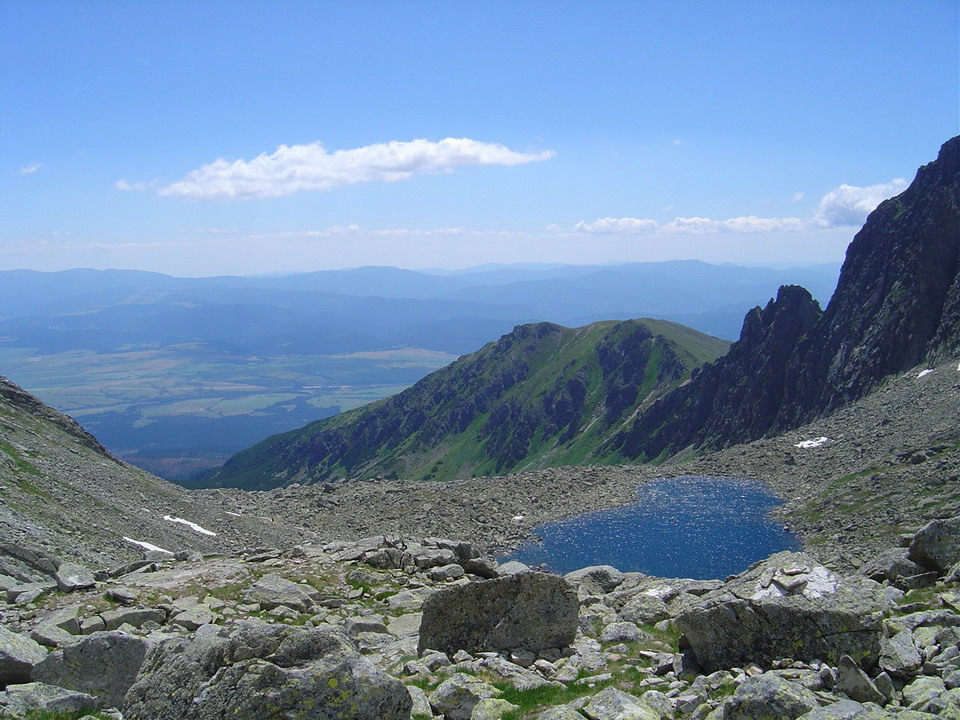
Niżni Wielki Furkotny Staw

Dolina Furkotna (słow. Furkotská dolina, niem. Furkotatal, węg. Furkota-völgy) – słowacka dolina położona na terenie Tatr Wysokich w pobliżu miejscowości Szczyrbskie Jezioro (Szczyrbskie Jezioro) i jednocześnie jeziora o takiej samej nazwie.

## Topografia
Otwarta jest na południe, ma długość ok. 5,5 km, a powierzchnię 3,3 km². Graniczy z:
- od wschodu z Doliną Młynicką (Mlynická dolina), rozdziela je odchodząca od Furkotu Grań Soliska (Soliskový hrebeň) z kulminacjami Wielkie Solisko (Veľké Solisko, 2412 m n.p.m.), Pośrednie Solisko (Prostredné Solisko, 2400 m), Szczyrbskie Solisko (Štrbské Solisko, 2301 m), Skrajne Solisko (Predné Solisko, 2093 m),
- od północnego zachodu z doliną Niewcyrką (Nefcerská dolina), rozdziela je krótki odcinek głównej grani odnogi Krywania od Furkotu (Furkotský štít) do Ostrej (Ostrá),
- od zachodu z należącą do Doliny Ważeckiej (Važecká dolina) Doliną Suchą Ważecką (dolina Suchej vody), rozdziela je grań odchodząca od Ostrej przez Liptowskie Turnie, Ważecką Turnię (Ostrá veža, 2129 m), przełęcz Siodełko (Sedielkový priechod) po Siodełkową Kopę (Sedielková kopa, 2061 m), oraz z jej niższą częścią, zwaną Przedni Handel (Predný Handel), rozdziela je grzbiet opadający od Siodełkowej Kopy w kierunku południowo-wschodnim.

## Geologia i rzeźba terenu
Rejon doliny zbudowany jest ze skał krystalicznych. W czasie ostatniego zlodowacenia dolinę przykrywał lodowiec, który na jej przedpole wyniósł ogromne ilości materiału morenowego. Dolina tworzy 3 wyraźne piętra oddzielone dwoma wysokimi ścianami. Dolna część doliny jest zalesiona, środkowa porośnięta kosodrzewiną. Dolina ma interesującą budowę geologiczną i bogatą, wysokogórską florę. Przewodnik węgierski z 1896 r. pisał o niej „Jest to jedna z najbardziej romantycznych dolin Tatr”.

## Sieć wodna
Za pierwszą ścianą doliny znajdują się stawy:
- Niżni Wielki Furkotny Staw (Nižné Wahlenbergovo pleso) położony na wysokości ok. 2053 m, 2,0 ha i ok. 8,0 m głębokości,
- Soliskowy Stawek (Soliskové pliesko) położony na wysokości ok. 2080 m.

Za drugą ścianą położony jest na wysokości ok. 2167 m Wyżni Wielki Furkotny Staw (Vyšné Wahlenbergovo pleso), mający 5,2 ha powierzchni i ok. 21,0 m głębokości.
W środkowej części doliny, oddzielone od jej głównej części wysokim progiem skrywają się dwa mniejsze stawki: Niżni Mały Furkotny Stawek (Nižné Furkotské pliesko) oraz Wyżni Mały Furkotny Stawek (Vyšné Furkotské pliesko), leżące na wysokości ok. 1626 i 1698 m n.p.m. Poniżej wylotu doliny znajdują się jeszcze: Niżni i Wyżni Rakitowy Stawek (Nižné Rakytovské pliesko, Vyšné Rakytovské pliesko) oraz Niżni i Wyżni Smrekowicki Stawek (Nižné Smrekovické pliesko, Vyšné Smrekovické pliesko).
Dnem doliny płynie wypływający z Furkotnych Stawów Furkotny Potok (Furkotský potok), dopływ Białego Wagu (Biely Váh). Sama Dolina Furkotna jest najdalej na wschód wysuniętą doliną tatrzańską należącą do zlewiska Morza Czarnego.

## Historia
Do doliny od dawna docierali mieszkańcy Ważca i Szczyrby. Z turystów jako pierwsi dotarli tu Emerich Kövi, Martin Róth i gajowy Peter 5 sierpnia 1879 r. Zimą pierwszymi osobami w Dolinie Furkotnej byli Gyula Hefty i Lajos Rokfalusy 25 marca 1913 r.
Przy wylocie doliny, nad lewym brzegiem Furkotnego Potoku, znajdowało się dawniej Schronisko Furkotne. Początkowo nazywane było Loneková chata (od nazwiska właścicieli) lub Furkotská chata. Na początku 1951 r. nazwano je imieniem Jána Rášo, słowackiego partyzanta (Chata kpt. Rášu). Schronisko spłonęło w lutym 1956 r.
Pochodzenie nazwy Doliny Furkotnej i górującego nad nią Furkotu nie jest znane. Według J. Mihalika ma ona genezę celtycką – przywołuje on Tacyta wspominającego o fakcie, że celtyccy niewolnicy pracujący przy rudach żelaza w Karpatach słowem „furka” określali szczyty o ostrych kształtach. Takie pochodzenie miałoby też zastosowanie do Furkaski w Tatrach Zachodnich. Według Ivana Bohuša bardziej prawdopodobne jest, że nazwy te mają źródło w określeniu „furkotać”, dotyczącym odgłosu wydającego przez potoki (w tym przypadku Furkotny Potok) na kamieniach. Tego typu nazwy dotyczą jednak jedynie dwóch punktów w Tatrach, podczas gdy woda płynie wszędzie w podobny sposób.

## Szlaki turystyczne
– górną i środkową częścią doliny biegnie żółty szlak z Doliny Młynickiej przez Bystrą Ławkę. Przejście szlakiem przez przełęcz jest dozwolone w obie strony, jednak zalecany jest kierunek z Doliny Młynickiej do Furkotnej w celu uniknięcia zatorów na łańcuchach. Ścieżka prowadzi z przełęczy obok obu Stawów Furkotnych i wzdłuż Furkotnego Potoku do Magistrali Tatrzańskiej. Różnica wzniesień 970 m.
- Czas przejścia z Bystrej Ławki do Rozdroża pod Soliskiem: 1:30 h, ↑ 2 h
- Czas przejścia od rozdroża do Magistrali Tatrzańskiej: 1 h, ↑ 1:15 h

  – znakowana czerwono Magistrala Tatrzańska na odcinku łączącym dolne części Doliny Ważeckiej i Doliny Furkotnej ze Szczyrbskim Jeziorem.
- Czas przejścia od Rozdroża przy Jamskim Stawie do Rozdroża w Dolinie Furkotnej: 40 min w obie strony
- Czas przejścia od Rozdroża w Dolinie Furkotnej do Szczyrbskiego Jeziora: 35 min w obie strony

  – w środkowej części doliny Rozdroża pod Soliskiem odchodzi na wschód niebieski do Schroniska na Solisku i do Szczyrbskiego Jeziora. Czas przejścia od rozdroża do schroniska: 25 min w obie strony
W Dolinie Furkotnej nie ma możliwości wyżywienia i zakwaterowania.